# Гиравець

Гиравець — зникле село в Україні, в Львівському районі Львівській області.

## Географія
Село було розташоване на захід від села Дальнич, біля ріки Желдець.

## Історичні відомості
Вперше згадується в 1771 р. як володіння Костянтина Папари (також йому належали села Батятичі, Желдець, Купичволя, Данилич, Зубів Міст та неіснуюча нині Яструбська Корчма).
Після приєднання Західної України до УРСР та створення областей, Гиравець увійшов до складу Куликівського району Львівської області як хутір села Дальнич. В 1958 році його було знято з обліку.